# Буїтраго
Буїтраго (ісп. Buitrago) — муніципалітет в Іспанії, у складі автономної спільноти Кастилія-і-Леон, у провінції Сорія. Населення — 60 осіб (2010).
Муніципалітет розташований на відстані близько 190 км на північний схід від Мадрида, 10 км на північний схід від Сорії.

## Демографія
Динаміка населення (INE ):

## Галерея зображень

Розташування муніципалітету Буїтраго